# Ahmet Ertegün
Ahmet Ertegün (IPA: [ahˈmet eɾteˈɟyn]) (Istanbul, 31 luglio 1923 – New York, 14 dicembre 2006) è stato un produttore discografico e imprenditore turco naturalizzato statunitense, noto per essere stato uno dei fondatori della celebre etichetta discografica Atlantic Records.

## Biografia
Nato a Istanbul, si trasferì a Washington insieme al fratello e al padre, all'epoca ambasciatore della Turchia per gli Stati Uniti. Nei tardi anni quaranta, Ahmet e Nesuhi, insieme a Tom Dowd, Jerry Wexler e altri crearono l'Atlantic Records, un'etichetta indipendente che negli anni sessanta divenne un vero e proprio impero discografico nei settori del jazz e del pop. I primi successi furono nel settore del Rhythm and blues, con artisti e band come Joe Turner, Ruth Brown, The Clovers, The Drifters, e Ray Charles.
Agli Ertegün si deve l'introduzione di elementi (e musicisti) di provenienza jazz nel mondo dell'R&B, e la trasformazione di tale genere in uno dei più importanti della scena musicale. Lo stesso Ahmet Ertegün, con lo pseudonimo "A. Nugetre" (Ertegün scritto da destra a sinistra) fu anche autore di numerosi classici del blues, inclusi Chains of Love e Sweet Sixteen. Negli anni sessanta, Ahmet fu scopritore di talenti del calibro dei Led Zeppelin e degli Yes. Fu anche lui a convincere Crosby, Stills e Nash ad accogliere nella loro formazione Neil Young e formare i Crosby, Stills, Nash and Young. Ahmet riuscì anche a convincere Mick Jagger a far distribuire alla Atlantic i dischi prodotti dall'etichetta indipendente dei Rolling Stones, la Rolling Stones Records.
L'interesse musicale principale degli Ertegün, comunque, rimase sempre il jazz. Nesuhi produsse dischi di artisti come John Coltrane, Charles Mingus, Ornette Coleman e Hank Crawford. Entrambi i fratelli furono promotori di concerti jazz, fondarono case discografiche jazz, e amministrarono gruppi e orchestre jazz. Tuttavia, erano anche aperti nei confronti del pop di artisti relativamente più commerciali come Sonny Bono e Cher.
Ahmet entrò nella Rock & Roll Hall of Fame nel 1987; Nesuhi nel 1991. Ahmet ricevette il Grammy Trustees Award per la carriera nel 1993; Nasuhi nel 1995. I fratelli Ertegün furono anche cofondatori della squadra di calcio dei New York Cosmos, ed entrambi entrarono nella US Soccer Hall of Fame nel 2003. Nel film Ray, Ahmet Ertegün è interpretato da Curtis Armstrong. In Beyond the Sea, è invece interpretato da Tayfun Bademsoy.
Il 29 ottobre 2006 si era recato al Beacon Theatre di New York, dove si era tenuto un concerto di beneficenza dei Rolling Stones a cui partecipò anche l'ex presidente americano Bill Clinton. Prima dell'inizio dello spettacolo, Ertegün era in un'area riservata quando inciampò e cadde battendo violentemente la testa sul pavimento. Privo di sensi, venne trasportato immediatamente all'ospedale, dove rimase in coma fino alla sua morte, sopraggiunta il 14 dicembre all'età di 83 anni. Nel teatro, al momento dell'incidente, c'era anche Martin Scorsese, che si trovava lì per girare un documentario sui Rolling Stones dal titolo Shine a Light, che lo stesso Scorsese dedicò a Ertegün.